# كلايف روبرتسون (مقدم برامج إذاعية)
كلايف روبرتسون (بالإنجليزية: Clive Robertson)‏ هو مقدم برامج إذاعية أسترالي، ولد في 28 ديسمبر 1945 في كاتومبا في أستراليا.